# Luzy-Saint-Martin
Luzy-Saint-Martin ist eine französische Gemeinde mit 113 Einwohnern (Stand 1. Januar 2022) im Département Meuse in der Region Grand Est. Sie gehört zum Arrondissement Verdun und zum Gemeindeverband Pays de Stenay et Val Dunois.

## Geografie
Die Gemeinde Luzy-Saint-Martin liegt am linken Ufer der Maas in den Argonnen zwischen den Städten Stenay und Mouzon.

## Geschichte
Erst 1922 erhielt die Gemeinde Luzy den Namenszusatz -Saint-Martin, um sie besser von anderen gleichnamigen Gemeinden unterscheiden zu können.

### Bevölkerungsentwicklung
| Jahr      | 1962 | 1968 | 1975 | 1982 | 1990 | 1999 | 2006 | 2013 | 2021 |
| Einwohner | 137  | 150  | 152  | 122  | 124  | 109  | 107  | 112  | 112  |

In den Jahren 1841 und 1846 wurde mit jeweils 437 Bewohnern die bisher höchsten Einwohnerzahlen ermittelt. Die Zahlen basieren auf den Daten von cassini.ehess und INSEE.

## Sehenswürdigkeiten
- Kirche St. Martin mit zwei Gemälden aus dem 18. Jahrhundert, Monument historique[4]
- Das deutsche Denkmal für Gefallene auf dem Grand Truche, erinnert an die Schlacht von 27. August 1914 im Ersten Weltkrieg, in der das Deutsche Heer versuchte, die Maas zu überschreiten.
- Ein Mahnmal in Form einer Rotunde wurde von Deutschen am Waldrand errichtet. Es steht rund hundert Meter vom deutschen Denkmal des Soldatenfriedhofes entfernt. Ursprünglich waren dort die Gräber für 82 französische und 118 deutsche gefallene Soldaten, die vom nahen Schlachtfeld geborgen wurden. Später wurden die Leichen umgebettet; sie ruhen nun auf den zentralen Soldatenfriedhöfen von Brieulles-sur-Meuse.

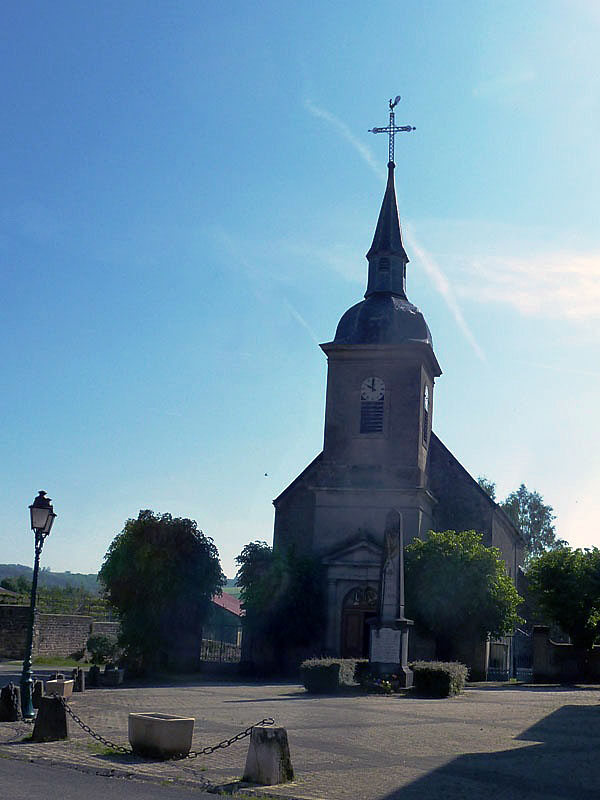
Kirche St. Martin
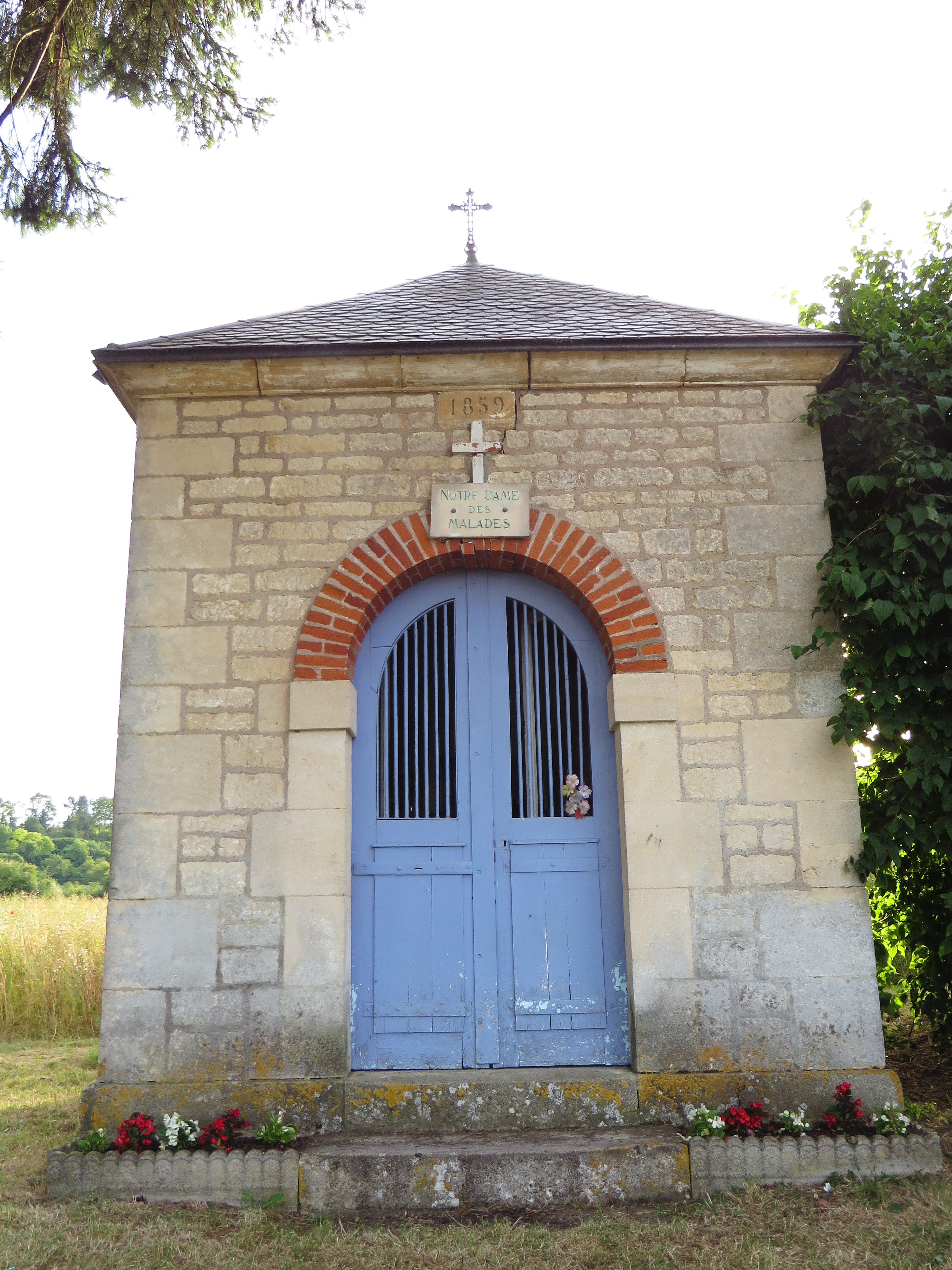
Kapelle Notre-Dame
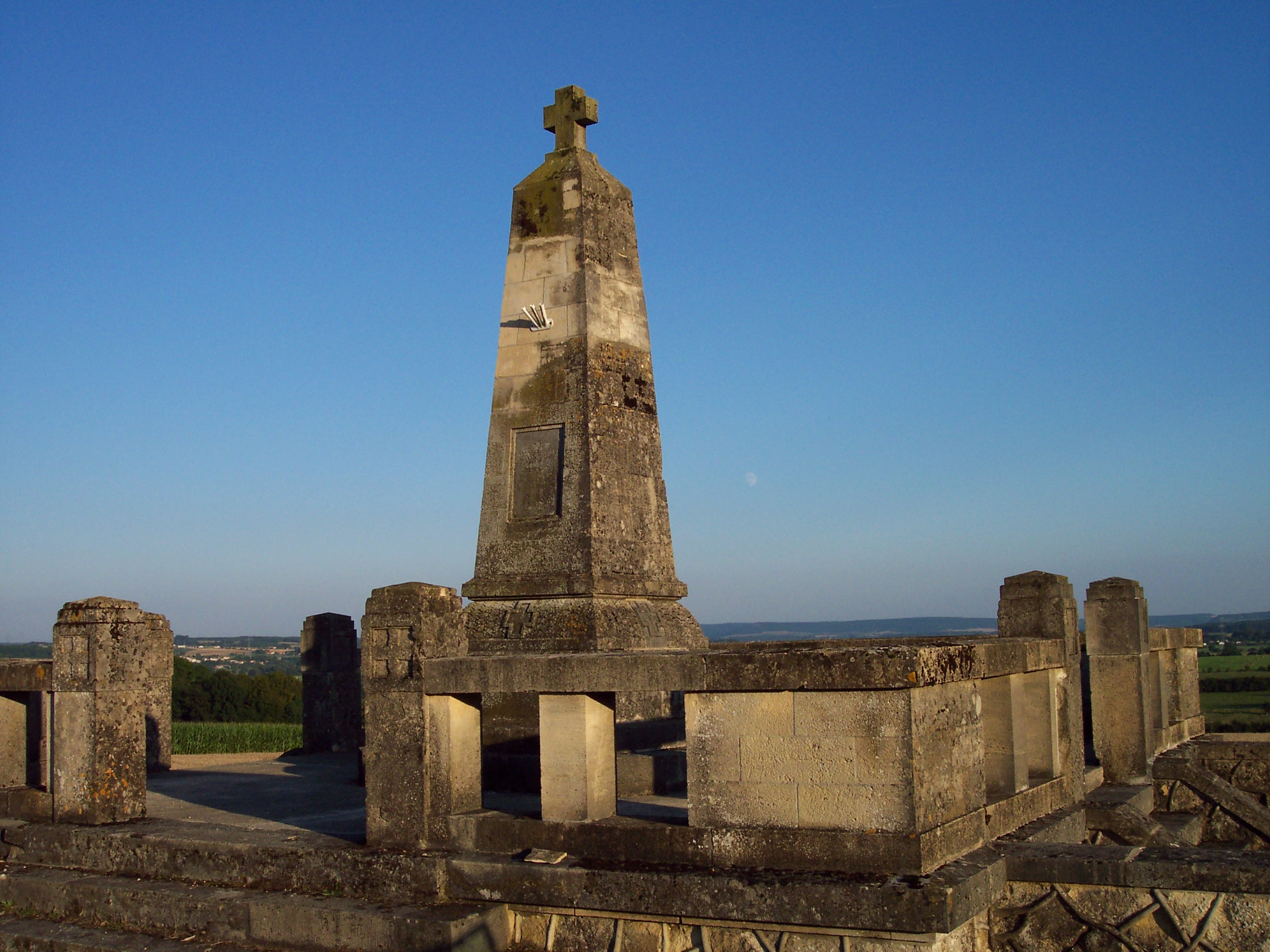
Denkmal für deutsche Gefallene des Ersten Weltkrieges

## Wirtschaft und Infrastruktur
In der Gemeinde sind sechs Landwirtschaftsbetriebe ansässig (Getreideanbau, Milchwirtschaft, Rinderzucht).
Zwei Kilometer nördlich von Luzy-Saint-Martin besteht eine Straßenbrücke über die Maas nach Inor. Die drei Kilometer südlich gelegene Stadt Stenay ist ein Straßenverkehrs-Knotenpunkt.

## Belege
1. ↑  Ortsname auf cassini.ehess.fr
2. ↑  Luzy-Saint-Martin auf cassini.ehess
3. ↑  Luzy-Saint-Martin auf INSEE
4. ↑  Gemälde in der Kirche St. Martin
5. ↑  Landwirtschaftsbetriebe auf annuaire-mairie.fr (französisch)